# Conakry
Conakry [kɔnaˈkri] (ehemals Konakry) ist die Hauptstadt Guineas. Sie ist mit 1.667.864 Einwohnern (Stand 1. März 2014) die größte Stadt des Landes.

## Etymologie
Mündlichen Überlieferungen zufolge ist der Name Conakry eine Kontraktion aus dem Eigennamen Konan eines Bauern, dessen Palmen auf dem heutigen Stadtgebiet hervorragenden Wein produzierten, und dem Wort nakiri für „am anderen Ufer“. Der Legende nach war der Wein so berühmt, dass viele Menschen auf dem Festland von Konan am anderen Ufer sprachen, kurz „Konakiri“.
Obwohl die sprachliche Konstruktion plausibel ist, gibt es Zweifel an dieser überlieferten Geschichte. So gibt es in der Region eine Vielzahl an Orten mit sehr ähnlichen Namen, die sich nicht in unmittelbarer Nähe von Ufern befinden und wo keine Bewohner namens Konan bekannt sind.

## Geographie

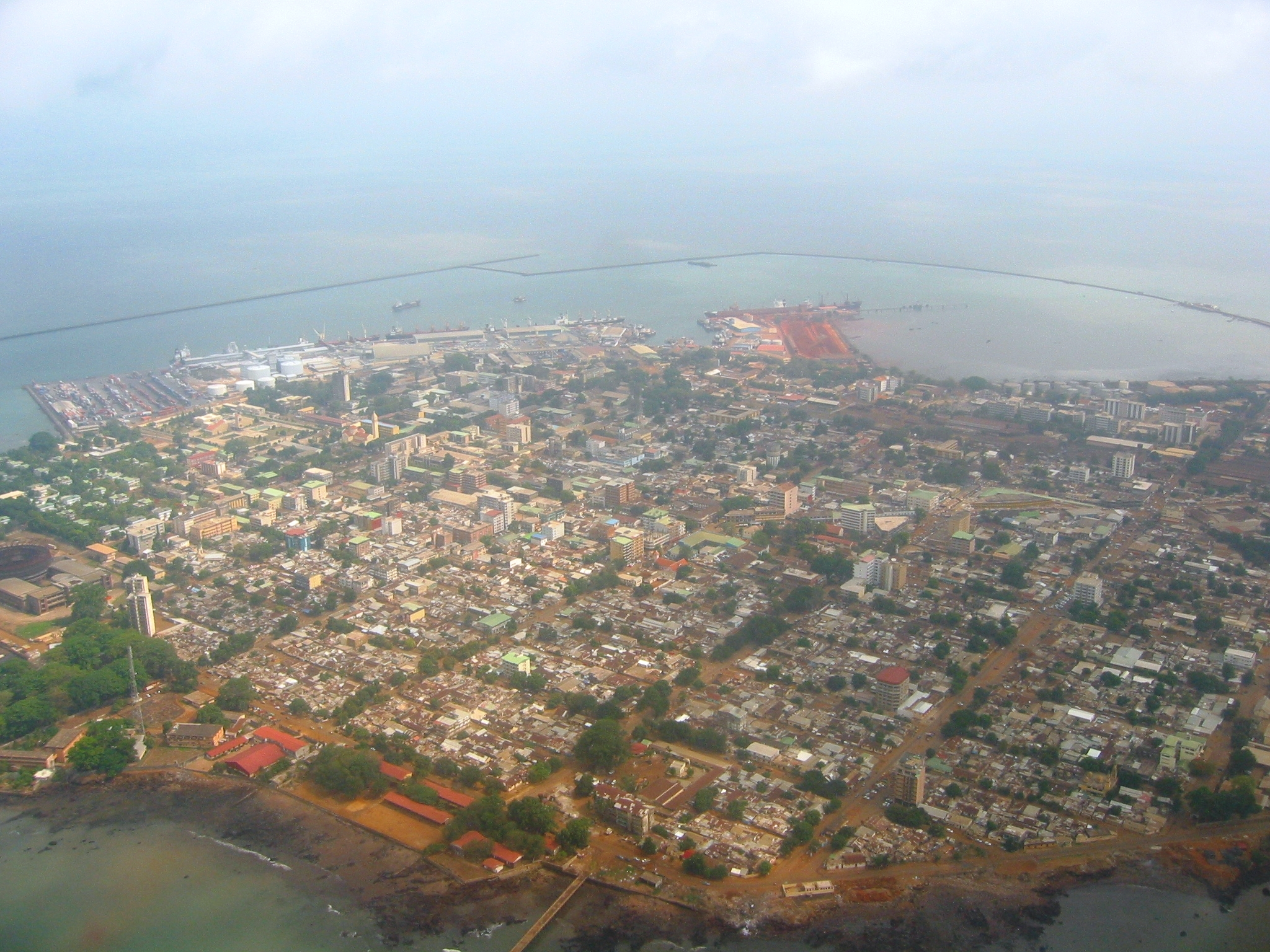
Conakry (Luftaufnahme)

Die Stadt entstand aus einer kleinen Fischersiedlung, die auf der Insel Tombo vor der Halbinsel Kaloum im Westen Guineas im Atlantischen Ozean lag. Mit zunehmender Bedeutung als Sitz der Verwaltung der französischen Kolonie Rivières du Sud entwickelte sich der Ort auch zu einem wichtigen Handelsplatz. Durch Aufschüttungen wurde schließlich Tombo an die Halbinsel und somit auch an das Festland angeschlossen.
Anfang des 20. Jahrhunderts war Conakry eine prächtige Stadt mit Sandstränden und Uferpromenaden und baumbestandenen Boulevards. Man bezeichnete es damals oft als das „Paris Afrikas“ oder auch als „Petit Marseille“. Im Laufe des 20. Jahrhunderts dehnte sich Conakry von Kaloum, wie die ehemalige Insel hieß, immer weiter nach Nordosten auf die Halbinsel aus. Sie umfasste nun die Stadtteile Matam, Dixinn, Matoto und Ratoma. Nach dem Jahr 2000 betrug die Ausdehnung in dieser Richtung ins Landesinnere etwa 36 Kilometer bis zum Kreisel kilomètre trente-six.

### Klima
Das Klima in Conakry ist ausgesprochen warm. Die Jahresdurchschnittstemperatur liegt bei 26,6 °C und es ist ganzjährig zwischen 25 und 30 °C warm. Die Niederschlagsmenge beträgt 4296 mm pro Jahr. Die Trockenzeit dauert von November bis Mai.
|                       | Jan  | Feb  | Mär  | Apr  | Mai  | Jun  | Jul  | Aug  | Sep  | Okt  | Nov  | Dez  |   |      |
| Mittl. Tagesmax. (°C) | 30,8 | 31,4 | 31,5 | 32,0 | 31,1 | 29,2 | 27,5 | 26,9 | 28,6 | 29,7 | 30,5 | 31,0 | ⌀ | 30   |
| Mittl. Tagesmin. (°C) | 22,3 | 22,2 | 22,8 | 23,6 | 23,6 | 22,6 | 22,1 | 22,5 | 22,4 | 22,1 | 22,9 | 22,6 | ⌀ | 22,6 |
|                       |      |      |      |      |      |      |      |      |      |      |      |      |   |      |
| Niederschlag (mm)     | 1    | 2    | 7    | 26   | 153  | 507  | 1265 | 1153 | 682  | 299  | 99   | 16   | Σ | 4210 |
|                       |      |      |      |      |      |      |      |      |      |      |      |      |   |      |
| Sonnenstunden (h/d)   | 5,6  | 6,8  | 8,2  | 7,2  | 5,6  | 3,8  | 2,1  | 2,1  | 4,2  | 5,5  | 6,1  | 4,1  | ⌀ | 5,1  |
|                       |      |      |      |      |      |      |      |      |      |      |      |      |   |      |
| Regentage (d)         | 0    | 0    | 1    | 2    | 10   | 21   | 28   | 27   | 23   | 17   | 7    | 1    | Σ | 137  |
|                       |      |      |      |      |      |      |      |      |      |      |      |      |   |      |
| Wassertemperatur (°C) | 27   | 26   | 27   | 27   | 27   | 27   | 27   | 27   | 27   | 27   | 27   | 27   | ⌀ | 26,9 |
|                       |      |      |      |      |      |      |      |      |      |      |      |      |   |      |
| Luftfeuchtigkeit (%)  | 69   | 71   | 70   | 70   | 77   | 83   | 89   | 90   | 87   | 83   | 82   | 75   | ⌀ | 78,9 |

| 22,3 |

| 22,2 |

| 22,8 |

| 23,6 |

| 23,6 |

| 22,6 |

| 22,1 |

| 22,5 |

| 22,4 |

| 22,1 |

| 22,9 |

| 22,6 |

| 22,3 |

| 22,2 |

| 22,8 |

| 23,6 |

| 23,6 |

| 22,6 |

| 22,1 |

| 22,5 |

| 22,4 |

| 22,1 |

| 22,9 |

| 22,6 |

## Geschichte
Im Jahr 1887 wurde Conakry, damals noch ein Fischerdorf, von Frankreich besetzt und zur Stadt ausgebaut.
Conakry ist seit 1890 Hauptstadt von Französisch-Guinea, heute der Republik Guinea.
Seit 1955 ist Conakry Sitz des katholischen Erzbistums Conakry.

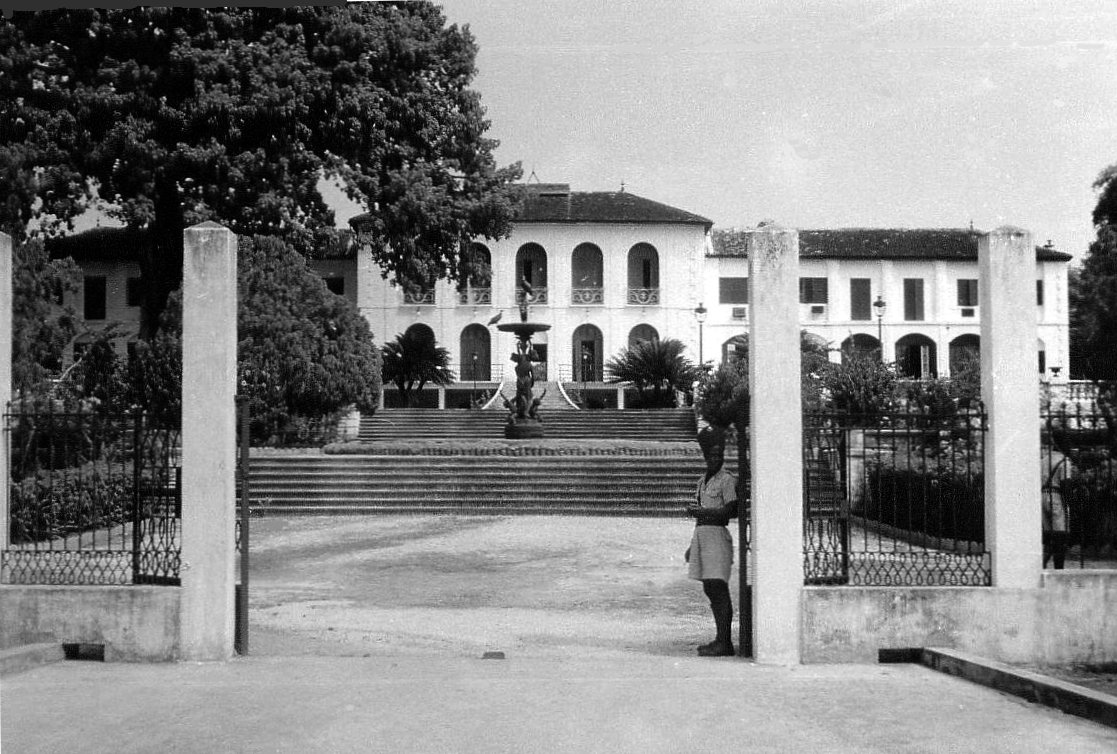
Conakry: Französischer Gouverneurspalast 1956

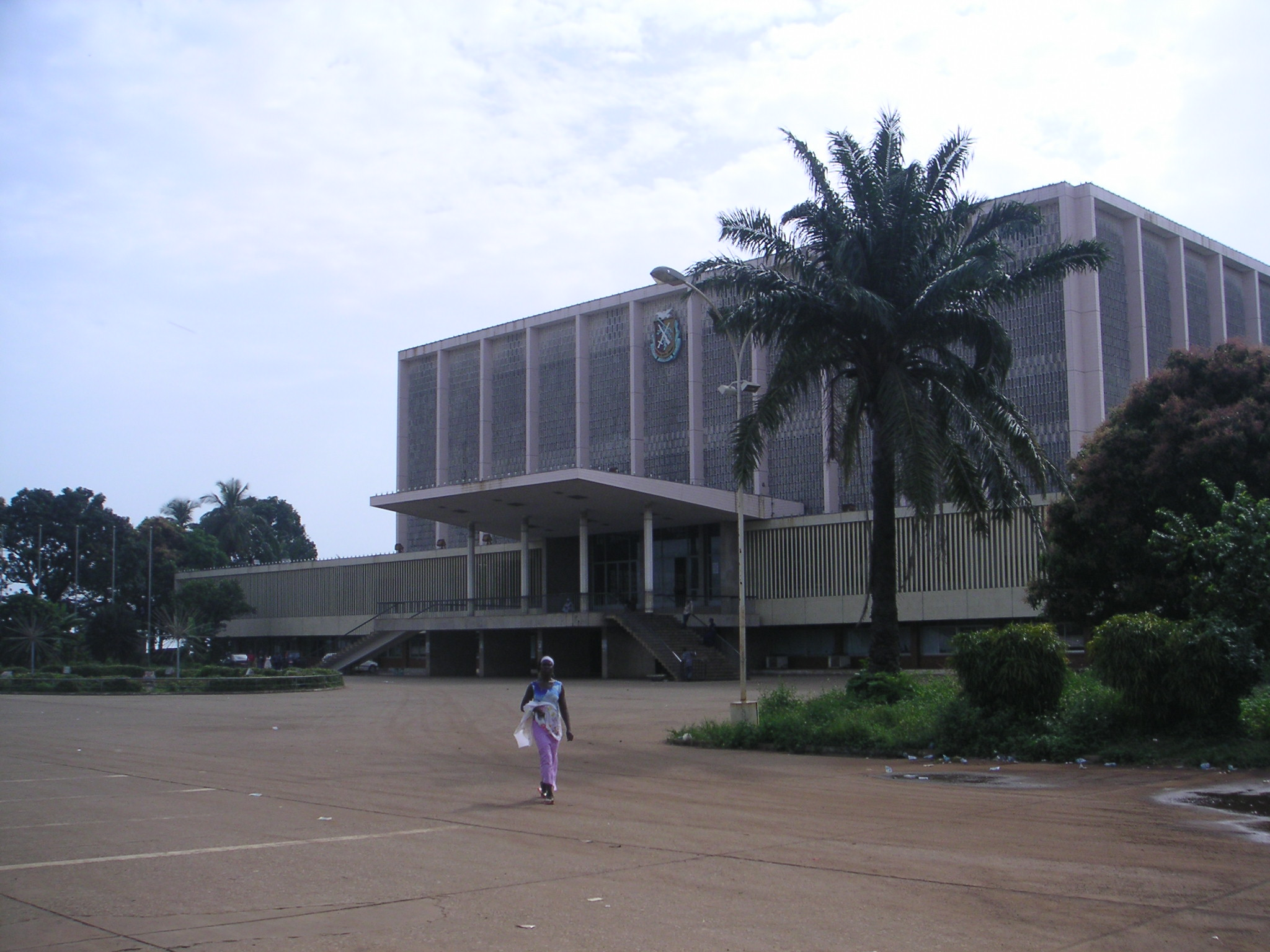
Der Volkspalast in Conakry

## Sehenswürdigkeiten
- Nationalmuseum (Musée National): Das Nationalmuseum zeigt Kunstobjekte, vor allem Masken, aus dem ganzen Land.
- Faysal-Moschee: Die Faysal-Moschee, Ende der 1970er Jahre erbaut, ist die viertgrößte Moschee in Afrika und die größte in Subsahara-Afrika. Die Moschee bietet Platz für insgesamt 12.500 Menschen (2.500 für Frauen im Obergeschoss und 10.000 für Männer im Erdgeschoss).[4]
- Mausoleum Camayenne: Im Mausoleum Camayenne sind wichtige Persönlichkeiten Guineas begraben, so z. B. Ahmed Sékou Touré und Samory Touré.
- Volkspalast (Palais du Peuple): Der Volkspalast dient kulturellen Zwecken (Ausstellungen, Kongresse) und ist Sitz des Parlamentes.

- Der Botanische Garten Conakry ist eine Ruheoase im Zentrum der Stadt.
- Los-Inseln (Îles de Los): Nur wenige Kilometer vor der Küste liegen die Îles de Los mit palmengesäumten Sandstränden. Auf zwei dieser Inseln wurde bis in die 1960er Jahre Bauxit abgebaut.

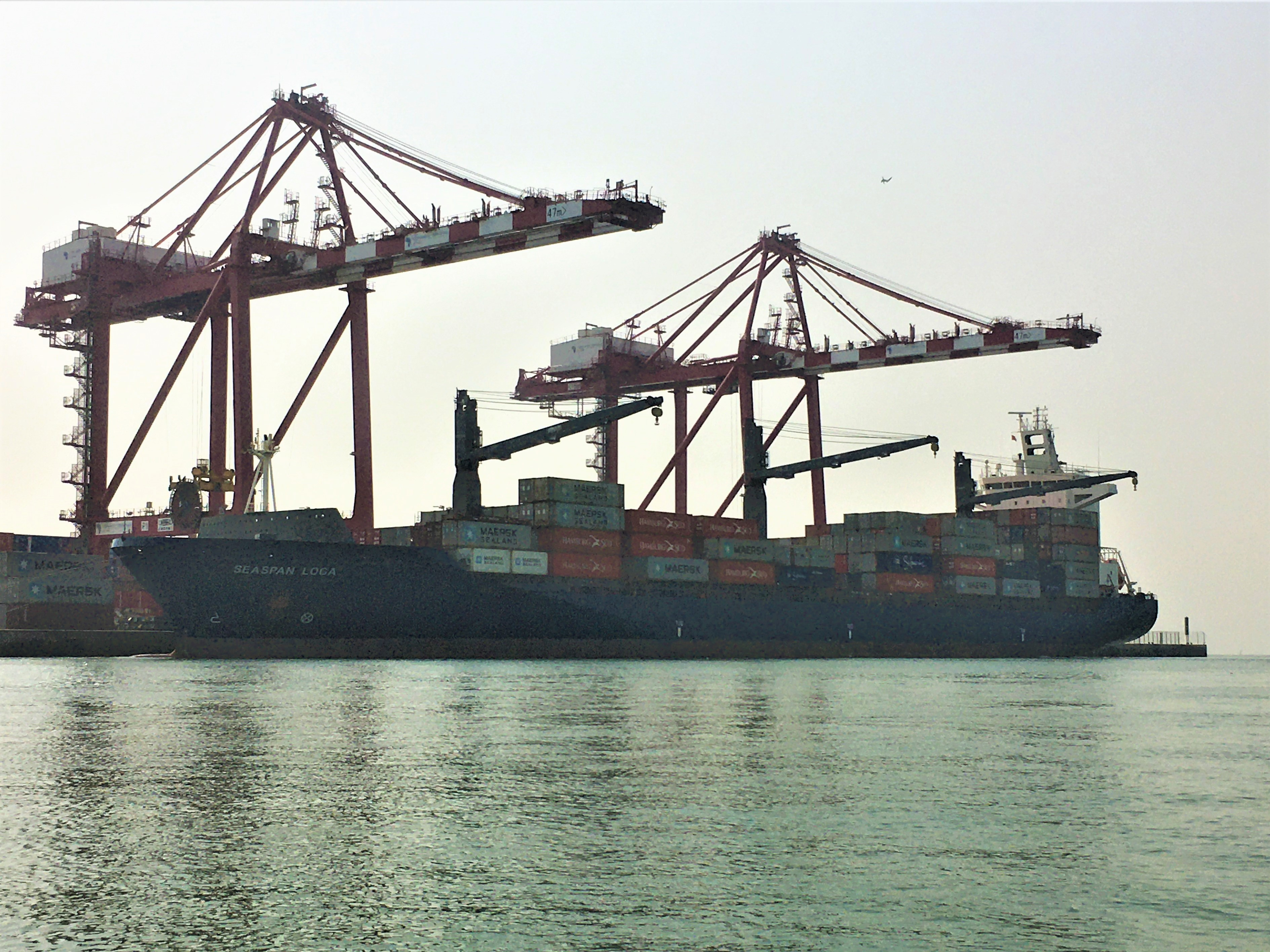
Port autonome de Conakry (2020)

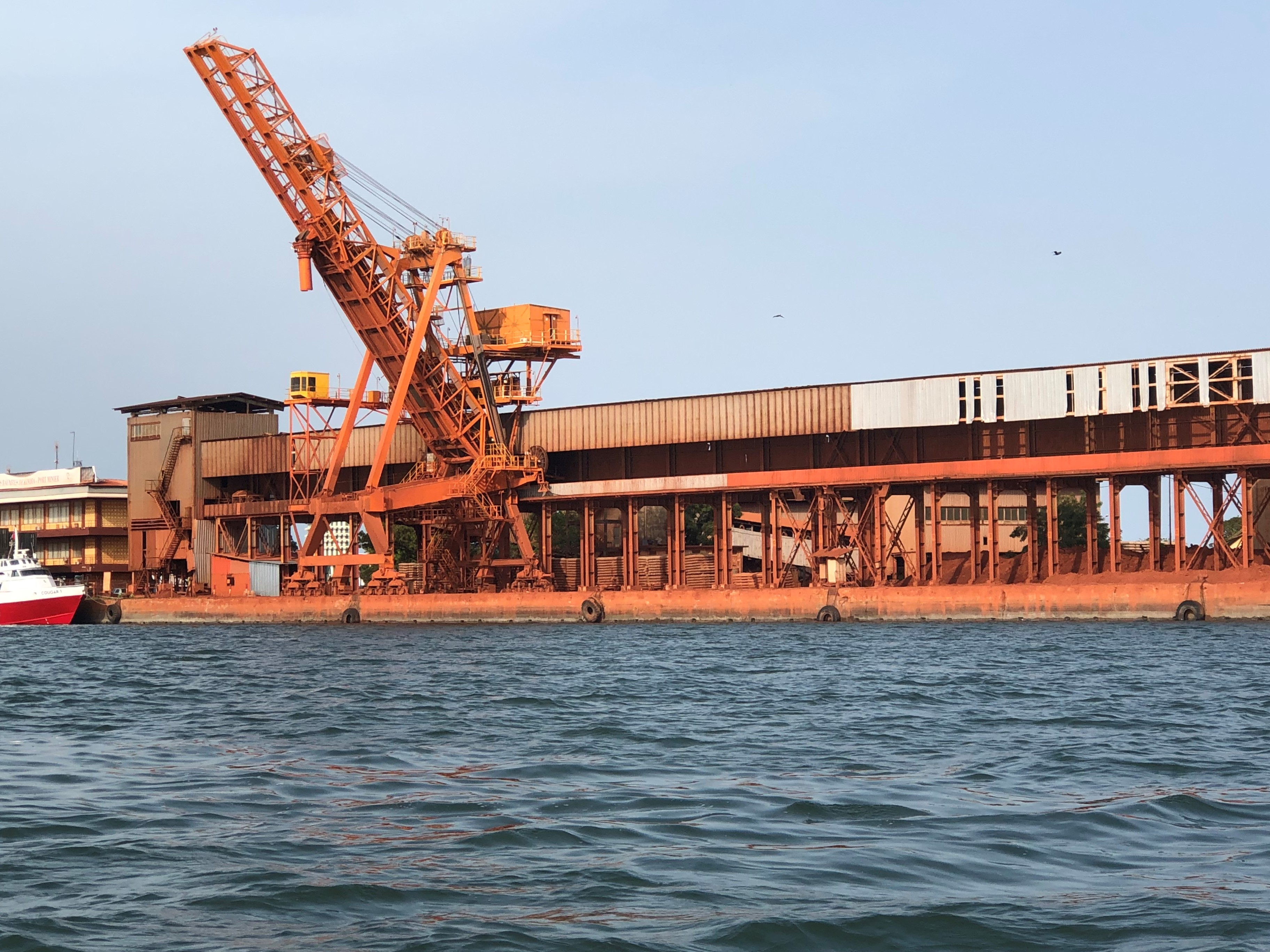
Hafen für Bauxitausfuhr in Conakry (2022)

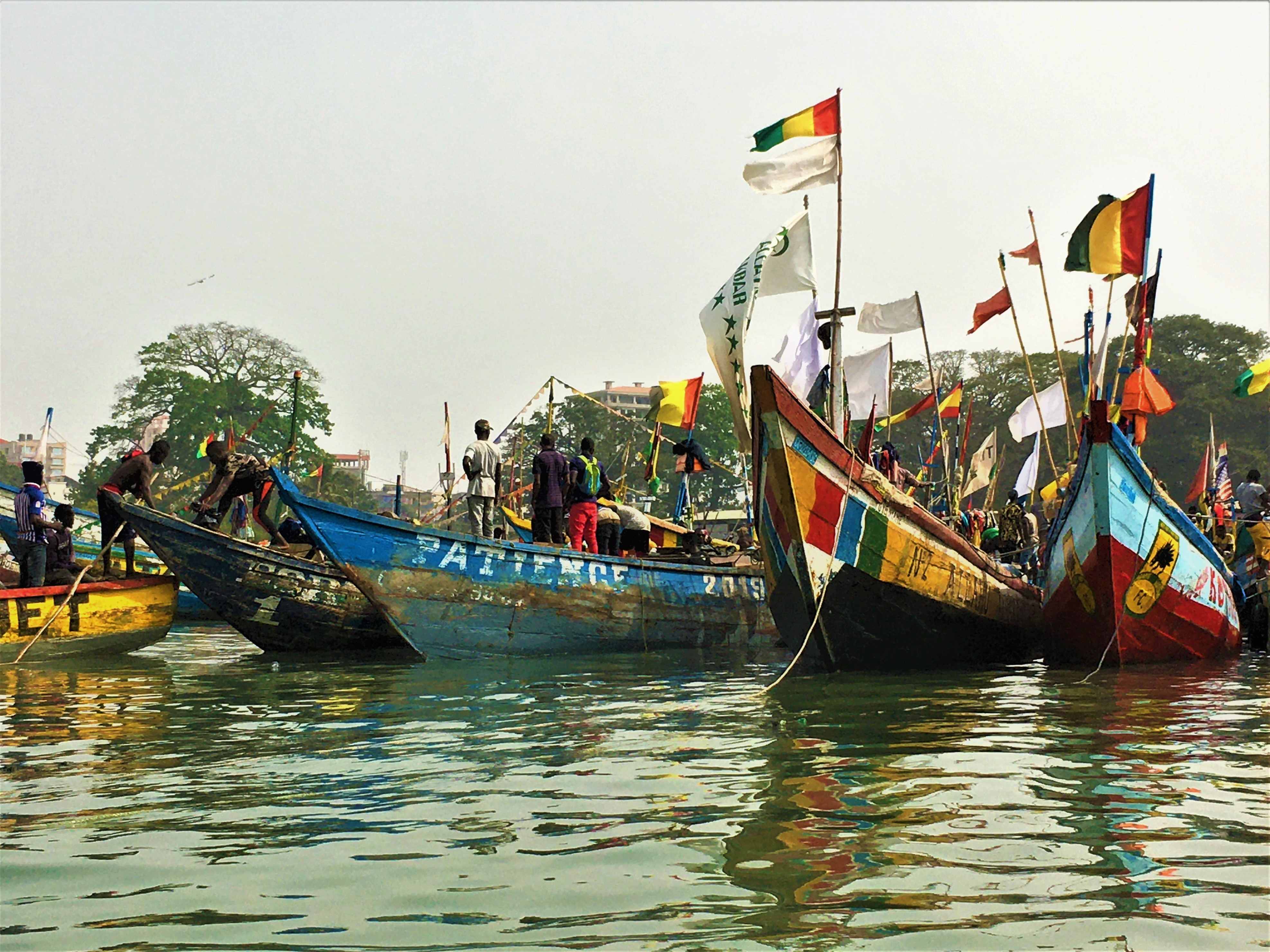
Fischerhafen von Boulbinet (Aufnahme 2020)

## Wirtschaft und Verkehr
Conakry ist das wirtschaftliche Zentrum des Landes.
Die Stadt besitzt einen internationalen Flughafen und einen bedeutenden Hafen am Atlantik. Unter anderem werden Bananen, Eisenerz und Bauxit verschifft. Der Hafenumschlag betrug 1997 3.739.463 Tonnen, seit dem Ausbau des Hafens Anfang der neunziger Jahre für Containerschiffe der zweiten Generation nimmt auch der Containerumschlag beständig zu.
2008 wurde zunächst der Filiale des französischen Logistik-Konzerns Necotrans, Getma, eine Konzession zum Ausbau und Betrieb des Hafens erteilt. Diese Konzession wurde 2011 aufgrund der Nichterfüllung vertraglicher Verpflichtungen per Dekret widerrufen.
Wenige Monate später wurde eine 25-jährige Konzession zum weiteren Ausbau und Betrieb an das Unternehmen Bolloré vergeben.
Mitte März desselben Jahres stellte die Getma Strafanzeige gegen Vincent Bolloré bei der Pariser Staatsanwaltschaft. Er wurde beschuldigt, die erfolgreiche Wahlkampagne des Präsidenten Guineas, Alpha Condé, im Jahre 2010 finanziert zu haben. Das daraufhin eingeleitete Ermittlungsverfahren wurde eingestellt.
Im Oktober 2013 wurde Bolloré vom Handelsgericht Nanterre zur Zahlung von 2,1 Millionen Euro als Kompensation für bereits durchgeführte Hafen-Erweiterungen an Getma verurteilt.
Am 17. Dezember 2023 geriet das größte Öldepot Guineas, das sich im Stadtzentrum Kaloum unweit des Hafens befindet, in Brand. Es kam in der Nacht auf den 18. Dezember zu Explosionen von Kohlenwasserstoff, sodass ein beträchtlicher Teil des Lagers und der Infrastruktur zerstört und Treibstoffe verbrannt wurden. Dabei wurden Hunderte von Personen verletzt, und es gab anfänglich acht Tote zu beklagen.

## Bildung
Seit 1963 gibt es eine staatliche Universität in Conakry, die Université Gamal Abdel Nasser de Conakry (UGANC). 1999 wurde mit der Université Kofi Annan de Guinée (UKAG) die erste Privatuniversität eröffnet. Seit 2005 besteht zudem die Université Général Lansana Conté de Sonfonia (UGLCS) sowie seit 2008 die Université Thierno Amadou Diallo (UTAD).

## Städtepartnerschaften
- Freetown, Sierra Leone, seit 2008[10]

## Söhne und Töchter der Stadt
- Jo Maka (1929–1981), Jazzmusiker
- Jean Claude Diallo (1945–2008), Diplom-Psychologe, Politiker und Integrationsdezernent
- Katoucha Niane (1960–2008), französisches Model
- Mamady Youla (* 1961), guineischer Politiker
- Sékouba Konaté (* 1964), Brigadegeneral und Politiker
- Pablo Thiam (* 1974), guineisch-deutscher Fußballspieler und -funktionär
- Kanfory Sylla (* 1980), Fußballspieler
- Pascal Feindouno (* 1981), Fußballspieler
- Oumar Kalabane (* 1981), Fußballspieler
- Fodé Mansaré (* 1981), Fußballspieler
- Souleymane Youla (* 1981), Fußballspieler
- Djene Barry (* 1982), Schwimmerin und Olympionikin
- Alhassane Keita (* 1983), Fußballspieler
- Alimou Mamadou Diallo (* 1984), Fußballspieler
- Alhassane Baldé (* 1985), deutscher Rennrollstuhlsportler
- Ismaël Bangoura (* 1985), Fußballspieler
- Ibrahima Sory Camara (* 1985), Fußballspieler
- Mohamed Fofana (* 1985), Fußballspieler
- Kamil Zayatte (* 1985), Fußballspieler
- Mamadou Bah (* 1988), Fußballspieler
- Guy-Michel Landel (* 1990), Fußballspieler
- Florentin Pogba (* 1990), Fußballspieler
- Aissata Toure (* 1990), Sprinterin und Olympionikin
- Mariama Dalanda Barry (* 1991), Taekwondoka und Olympionikin
- Mohammed Diarra (* 1992), Fußballspieler
- Alhassane Keita (* 1992), Fußballspieler
- Ibrahima Savane (* 1993), Fußballspieler
- Issiaga Sylla (* 1994), Fußballspieler
- Naby Keïta (* 1995), Fußballspieler
- Boubacar Barry (* 1996), Fußballspieler
- Mohamed Camara (* 1996), Fußballspieler
- Mohamed Mara (* 1996), französisch-guineischer Fußballspieler
- Fatoumata Balley (* 1997), Hochspringerin
- Amadou Diawara (* 1997), Fußballspieler
- Jules Keita (* 1998), Fußballspieler
- Hadja Idrissa Bah (* 1999), Aktivistin für Kinder- und Frauenrechte
- Fatoumata Binta Diallo (* 2000), portugiesische Leichtathletin
- Cheick Condé (* 2000), Fußballspieler
- Ousmane Camara (* 2001), Fußballspieler
- Momo Cissé (* 2002), Fußballspieler
- Ilaix Moriba (* 2003), Fußballspieler
- Abdoulaye Kamara (* 2004), Fußballspieler
- Facinet Conte (* 2005), guineisch-marokkanischer Fußballspieler
- Sidiki Chérif (* 2006), französisch-guineischer Fußballspieler